# Baccharis oreophila
Baccharis oreophila là một loài thực vật có hoa trong họ Cúc. Loài này được Malme mô tả khoa học đầu tiên năm 1933.